# ستيوارت ويتنغهام
ستيوارت ويتنغهام (10 فبراير 1994 في المملكة المتحدة - ) (بالإنجليزية: Stu Whittingham)‏ هو لاعب كريكت بريطاني. شارك مع منتخب اسكتلندا الوطني للكريكت. أما مع النوادي، فقد لعب مع نادي مقاطعة ساسكس للكركيت ‏ وLoughborough MCC University ‏.

## وصلات خارجية
- ستيوارت ويتنغهام على موقع إي آس بي آن كريك إنفو (الإنجليزية)